# 6808-as mellékút (Magyarország)
A 6808-as számú mellékút egy közel kilenc kilométer hosszú, négy számjegyű országos közút Somogy vármegye délnyugati részén; Csurgót köti össze a horvát határ menti Gyékényessel.

## Nyomvonala
A 6819-es útból ágazik ki, annak 8. kilométerénél, Csurgó központjában, Béke út néven, nyugat-északnyugati irányban. 350 méter után keresztezi a MÁV 41-es számú Dombóvár–Gyékényes-vasútvonalát, Csurgó vasútállomás térségének északi szélén, majd nyugatnak fordul és elhagyja a város lakott területeit.
2,5 kilométer után éri el a következő település, Porrogszentkirály délkeleti határszélét, ott egy darabig a határvonalat követi, majd a 3,250-es kilométerszelvényénél teljesen ez utóbbi község területére ér. 3,6 kilométer után lép be a lakott területei közé, majd 3,9 kilométer után nem sokkal, a község központjában kiágazik belőle északnyugat felé a 6813-as út. 4,2 kilométer után kilép a házak közül, és nem sokkal ezután délnyugatnak fordul.
6,6 kilométer után, Porrogszentkirály megállóhely keleti szélén újra keresztezi a vasutat, majd a 7. kilométere előtt nem sokkal Gyékényes területére ér. 8,3 kilométer után éri el a belterületet, ahol a Rákóczi utca nevet veszi fel – közben egészen délnek fordul –, majd az utolsó méterein a Szabadság tér nevet viseli. A központban egy kereszteződésben ér véget, ahonnan tovább egyenesen dél felé már csak egy önkormányzati út folytatódik, a település délkeleti része és Lankócpuszta felé, nyugat felől pedig ugyanitt ér véget a 6804-es út, közel 33 kilométer után.
Teljes hossza, az országos közutak térképes nyilvántartását szolgáló kira.gov.hu adatbázisa szerint 8,854 kilométer.

## Története
1934-ben a kereskedelem- és közlekedésügyi miniszter 70 846/1934. számú rendelete a teljes mai hosszában harmadrendű főúttá nyilvánította, az Iharosberénytől az országhatárig vezető 648-as főút részeként.